# Sclerocroton melanostictus
Sclerocroton melanostictus là một loài thực vật có hoa trong họ Đại kích. Loài này được (Baill.) Kruijt & Roebers miêu tả khoa học đầu tiên năm 1996.